# Игнатий Качановски
Ка̀рол (Игнатий) Качано̀вски, герб „Остоя“ (на полски: Karol (Ignacy) Kaczanowski) е полски военен, въстаник и духовник. Участва като офицер в Ноемврийското въстание (1830 – 1831). През 1863 година основава в Одрин католическо училище, което постепенно се преобразува в Одринска българска католическа гимназия.

## Биография
Карол Качановски е роден през 1840 година в град Пинск, в семейството на Анна (с родово име Рич) и Павел Шимон Качановски. Получава първоначално образование в родния си град, след което се мести във Варшава, където завършва военното артилерийско училище с офицерски чин.
През 1830 година избухва полско въстание срещу руската власт. По това време Качановски е с чин поручик и ръководи батарея. Неговият отряд взима участие в главните сражения през 1831 година като част от въстаническия корпус на генерал Хенрик Дембински. За проявена храброст е награден с орден „Virtuti Militari“ и е повишен в чин капитан от артилерията. След потушаването на въстанието се изтегля зад граница и впоследствие се заселва във Франция.
Във френската столица Париж започва работа в голяма фабрика и леярна за желязо и постепенно достига до директорски пост. Същевременно става член на емигрантското Полско демократично дружество. В средите на полската патриотична общност в Париж се запознава и сприятелява с Пьотър Семененко. Под негово въздействие се ориентира към религията. Участва заедно със Семененко и Хероним Кайшевич в срещите организирани в дома на Богдан Янски. Там на 17 февруари 1836 година е създадено католическото „Общество на Възкресението“ (Възкресенци).
През 1839 година Качановски заминава за Рим. Там получава богословско образование и в 1843 година е ръкоположен за свещеник и влиза редиците на „Възкресенците“. Впоследствие приема духовното име Игнатий (Игнат). В началото на своята духовна кариера работи няколко години в Париж и Рим. През 1854 година е изпратен на мисия в Алжир. Посещава също така Тулон и Корсика.
След избухването на Кримската война (1853 – 1856) Качановски става капелан на полската дивизия, която е част от османската бригада на генерал Владислав Замойски. След края на войната се връща в Париж.
През 1862 година ръководителят на „Възкресенците“ Кайшевич възлага на Качановски да ръководи мисия в българската земя. След едногодишна подготовка по български език и запознаване с православния обред пристига в Одрин. В града основава католическо училище и параклис. След като е освободен поради старост от ръководенето на мисията се премества в Рим, където прекарва последните години от живота си. Умира на 14 май 1873 година и е погребан на гробището „Св. Лаврентий“ в италианската столица.